# Олден (Мічиган)
Олден (англ. Alden) — переписна місцевість (CDP) в США, в окрузі Антрім штату Мічиган. Населення — 123 особи (2020).

## Географія
Олден розташований за координатами 44°52′45″ пн. ш. 85°16′23″ зх. д. / 44.87917° пн. ш. 85.27306° зх. д. (44.879187, -85.272985).  За даними Бюро перепису населення США в 2010 році переписна місцевість мала площу 1,04 км², уся площа — суходіл.

## Демографія
Згідно з переписом 2010 року, у переписній місцевості мешкало 125 осіб у 67 домогосподарствах у складі 40 родин. Густота населення становила 121 особа/км².  Було 155 помешкань (150/км²).
Расовий склад населення:
| - 99,2 % — білих |

До двох чи більше рас належало 0,8 %. Частка іспаномовних становила 1,6 % від усіх жителів.
За віковим діапазоном населення розподілялося таким чином: 9,6 % — особи молодші 18 років, 55,2 % — особи у віці 18—64 років, 35,2 % — особи у віці 65 років та старші. Медіана віку мешканця становила 59,2 року. На 100 осіб жіночої статі у переписній місцевості припадало 92,3 чоловіків;  на 100 жінок у віці від 18 років та старших — 94,8 чоловіків також старших 18 років.
Середній дохід на одне домашнє господарство  становив 48 831 долар США (медіана — 46 875), а середній дохід на одну сім'ю — 55 734 долари (медіана — 52 083). За межею бідності перебувало 14,3 % осіб, у тому числі 100,0 % дітей у віці до 18 років та 0,0 % осіб у віці 65 років та старших.
Цивільне працевлаштоване населення становило 49 осіб. Основні галузі зайнятості: мистецтво, розваги та відпочинок — 18,4 %, науковці, спеціалісти, менеджери — 16,3 %, освіта, охорона здоров'я та соціальна допомога — 16,3 %.